# Vết thù hằn trên lưng con ngựa hoang
Vết thù hằn trên lưng con ngựa hoang là một tiểu thuyết du đãng do tác giả Duyên Anh công bố tại Sài Gòn vào năm 1967.

## Lịch sử
Giữa thập niên 1960, trong bầu không khí náo động của chính trường miền Nam cùng với sự leo thang của cuộc Chiến tranh Việt Nam, giới trẻ nhìn chung đã cảm thấy bế tắc và những mong tìm được sự giải thoát qua lối sống gấp sống vội theo trào lưu hippie đương thời.
Dòng văn chương Việt Nam Cộng hòa giai đoạn này bắt đầu từ bỏ cái phong cách lãng mạn chậm rãi sót lại từ thời Tự Lực văn đoàn để tập trung khai thác mạnh lối sống giới trẻ - những đại biểu của nền văn hóa mới cùng xu hướng cảm nhận cuộc đời ngày càng tân tiến. Số ít tác gia như Chu Tử, Duyên Anh, Nguyễn Thụy Long... đi tiên phong trong việc khám phá một đề tài hoàn toàn mới đối với bối cảnh xã hội Á châu bấy giờ, đó là thế giới tinh thần cũng như cảnh đời của lớp người được báo giới gọi là du đãng.
Đấy không phải trẻ bụi đời hay những kẻ hoạt động thế giới ngầm, mà phần đông đều có tri thức và gia thế đường hoặc, hoặc vừa rời ghế giảng đường... Họ bước chân ra giang hồ chỉ vì những nghịch cảnh thôi thúc, hoặc giản đơn là vì cảm thấy được kích thích tinh thần. Những tác phẩm về họ cũng vạch trần cái chân dung sỗ sàng của xã hội kim tiền, đó là tệ nạn trong thanh thiếu niên.
Năm 1967, kí giả Duyên Anh thực hiện xong tiểu thuyết Vết thù hằn trên lưng con ngựa hoang và đem ấn hành thành sách. Một tác phẩm đậm phong cách hiện sinh và có pha chút lãng tử kiểu Viễn Tây Ý đang rất nổi đương thời.
| “                                             | Nếu các truyện về tuổi thơ là chuyện của Duyên Anh và bạn bè trang lứa thì những tiểu thuyết về tuổi trẻ đã là kết hợp từ những kinh nghiệm cá nhân của tác giả thời mới vô Nam và cả khi làm báo, công chức. Tuổi trẻ bụi đời và du đãng là hai loại tiểu thuyết và Duyên Anh đã hơn một lần phân biệt hai khuynh hướng đó. Tuổi trẻ bụi đời, trẻ mồ côi có Luật Hè Phố và Dấu Chân Sỏi Đá. Luật Hè Phố là thế giới của Danh, Lựa, Dân, v.v. những đứa trẻ đánh giày, ở viện mồ côi ra, sống bụi đời, không lựa chọn; là thế giới của bọn đầu trâu như Quý Đen, vua đánh giày. "Bọn đánh giày tứ cố vô thân. Chúng nó sinh sống tại hè phố, chịu đựng mọi kỷ cương của hè phố và hè phố có bổn phận sắp đặt cho chúng nó..." (GMMLC, tr. 54). Dấu Chân Sỏi Đá là chuyện Tâm và Ngọc, hai đứa trẻ mồ côi thời đảo chánh 01-11-1963: chúng sống tự lập, ở vỉa hè, bán báo, yêu thương đùm bọc nhau. Đến loại tiểu thuyết gọi là du đãng, Duyên Anh đã cẩn thận nhấn mạnh: "Tuổi trẻ bơ vơ, thèm xả thân cứu giúp đời, mà rốt cuộc tinh thần hào hiệp đó biến thành tinh thần du đãng" (ĐRNM, tr. 107). Đã hơn một lần, cũng trong Điệu Ru Nước Mắt, Duyên Anh nói về những người trẻ tuổi này là "những thằng trong sạch nhất trong xã hội" (tr. 274), "du đãng nhiều thằng lương thiện gấp bội những thằng to tiếng đòi giáo dục du đãng" (tr. 107) hay "xã hội du đãng cũng ăn đứt xã hội đạo đức giả". Chúng nỗi loạn vì cô đơn, "nổi loạn tâm hồn" vì "bất mãn gia đình, học đường, tổ quốc", hoặc thù đời, "khinh miệt cuộc đời, vì cuộc đời cứ coi nó là du đãng" (tr.81). [...] Trong bài nói chuyện với nhà văn Đỗ Tiến Đức, Duyên Anh cho biết khi viết "cuốn tiểu thuyết du đãng đầu tiên là cuốn Điệu Ru Nước Mắt là lúc các tướng lãnh mình đảo chánh nhau, ông tướng này bắt ông tướng kia, nay là tướng anh hùng mai là tướng gian, lung tung hết. Dưới mắt một nhà văn thì tình trạng đó nản quá, tôi thấy chẳng còn gì đáng ca ngợi nữa. Với phản ứng đó, tôi mới đem du đãng ra ca ngợi, thế thôi". Duyên Anh đã viết về tuổi trẻ du đãng với cái nhìn âu yếm, hiểu biết, có khi ông đã phẫn nộ như trong Ảo Vọng Tuổi Trẻ: "Hình phạt nào mới xứng đáng cho một tên lừa gạt tuổi trẻ, cho những tên làm ung thối một thế hệ mới vươn lên để tìm chỗ đứng cho dân tộc dưới ánh mặt trời" (tr. 228). | ” |
| — Võ Phiến, trích Văn học miền Nam: Tổng quan | |   |

### Nội dung
Tuyến truyện chính xoay quanh nhân vật Hoàng Guitar, một tay đờn thiện nghệ chỉ có ước vọng tưởng chừng dễ dãi là mở lớp dạy lục huyền cầm y-pha-nho. Trong y vừa có chất lãng tử hào hoa vừa không thiếu sự liều lĩnh hiếu thắng của dân anh chị. Nhưng y đồng thời là một trong những kẻ cự phách nhất một băng du đãng, mà đồng bọn không hề muốn mất đi một con người vô cùng được việc như thế.
Với khát vọng hoàn lương ngày càng cồn da cháy thịt, Hoàng lập giao kèo với cả toán rằng: Y sẽ tham gia phi vụ chót, nhưng xong việc thì đường ai nấy đi, riêng y toàn quyền trở về sở trường cũ. Thế nhưng, vụ áp phe ấy bại lộ, một phát đạn oan nghiệt cắm thẳng vào lưng Hoàng Guitar như vết thù không bao giờ xóa được và cũng kết thúc luôn cái kiếp ngựa hoang Nhẫn Nhục.

### Nhân vật
- Hoàng "guitar"
- Du "chột"
- Tư "cao"
- Năm "đởm"
- Bảy "gác dan"
- Tám "quăn"
- Chín "cùi"
- Mười "khóa"
- Đực "lì"
- Hội "ghẻ"
- Huân "con"
- Hùng "đầu bò"
- Phương "công tử"
- Riri Huệ
- Thiên Nga
- Diễm Hương
- Chiêu Ly
- Giám thị Hai
- Vũ Khắc Niệm
- Cúc

## Văn hóa
Theo điều tra hậu trường của giới kí giả đương thời, tác gia Duyên Anh không hoàn toàn hư cấu tiểu thuyết mà dựa vào số phận nhân vật Hoàng Sayonara, một gã du đãng được tay anh chị Đại Cathay tôn làm quân sư. Dù chỉ là phận đàn em nhưng tên tuổi hành trạng Hoàng còn nổi hơn tứ đại ca cùng thời là Đại-Tỳ-Cái-Thế. Sở dĩ có biệt danh Sayonara vì Hoàng chơi guitar rất hay ca khúc thời thượng cùng tên bấy giờ. Ngoài ra, y cũng có biệt danh "ngựa hoang" vì lối tiêu khiển cực kì trác táng, nhiều lần gây chấn động báo giới và các vũ trường nức tiếng Sài Gòn, tới mức bị hình cảnh đem nhốt ở trại Cửu Sừng (Phú Quốc) vẫn không chừa. Hoàng Sayonara tuy là du đãng thứ thiệt nhưng có bằng tú tài toàn phần, đủ điểm vào trường võ bị, chỉ vì ham chơi nhác học nên không tha thiết gì. Y bị quân cảnh Mỹ nã một băng M-16 vào lưng, ngay khi đứa con đầu lòng sắp chào đời.
Trứ tác Vết thù hằn trên lưng con ngựa hoang thường được giới khảo cứu coi như sự nối tiếp thành công của tiểu thuyết Điệu ru nước mắt, ấn hành năm 1965 và dựng phim năm 1970, dựa theo một phần đời nhân vật du đãng khét tiếng Đại Cathay. Tuy nhiên, mức thành công của Vết thù hằn trên lưng con ngựa hoang được coi là "vượt sức tưởng tượng", đồng thời khiến độc giả quên hẳn Điệu ru nước mắt. Sự thành công này cũng được nghiên cứu gia Võ Phiến ví von là bước phát triển của thi pháp Duyên Anh từ chủ đề "ngựa chứng" (học sinh) sang "ngựa hoang" (du đãng).
| “                                             | Thất vọng một xã hội không có chỗ đứng, bất mãn trước bất công xã hội, chúng "nổi loạn đánh chém, hiếp dâm, cướp ngày, tống tiền để trả thù xã hội", "sống tách riêng ra một xã hội" (tr. 107). Nổi loạn làm du đãng như không còn lựa chọn. Vết Thù Hằn Trên Lưng Con Ngựa Hoang: Chuyện Du Chột bắt cóc đòi tiền chuộc nhà buôn giàu không thành vì Hoàng Guitar đàn em của hắn quyết chí trở lại con đường lương thiện làm sai kế hoạch. Chuyện hoàn lương cũng không dễ một khi đã ở lâu với xã hội đó, cuối cùng trở thành thảm kịch. Hoàng Guitar có học, biết điều, giang hồ đã, cuối cùng muốn sống như mọi người có vợ có con và đủ ăn mà cũng không thể được trong một xã hội nhiều mắc lưới đó. Mừng Lác trong Nước Mắt Lưng Tròng yêu gái điếm Alice Hồng muốn "quên hết mọi tủi nhục mà cuộc đời đã hành hạ chúng ta bao nhiêu năm trời. Rồi chúng ta sẽ có nhiều con, sẽ lo cho chúng nên người. Em biết không, hạnh phúc phải do mình kiếm lấy, không đứa nào kiếm cho mình đâu". Ý chí lương thiện không thôi không đủ. Hoàng Guitar hay Mừng Lác đều kết thúc cuộc đời trong bi đát và khốn cùng. Đây là một thế giới bạo động với những thanh toán giữa George Tạo và Tony Phước trong Trần Thị Diễm Châu, giữa hai băng Du Chột và Chín Cùi trong Vết Thù Hằn Trên Lưng Con Ngựa Hoang, giữa băng Lê Hùng và nhóm Thanh Niên Quyết Tử trong Sa Mạc Tuổi Trẻ, giữa Tám Dao Cạo và Mừng Lác trong Nước Mắt Lưng Tròng. "Chúng nó chạy hết tốc độ, chiếu đèn pha và đè nghiến lên đầu Mừng Lác. Chiếc xe mất hút ở con phố khác. Mừng Lác bị vỡ óc nằm cô độc giữa trời đầy sương. Vua giết người đã bị xóa tên khỏi sổ bụi đời một cách tầm thường và thê thảm" (tr. 277). Xã hội này có luật lệ của nó nhưng cũng có những phẩm tính tốt như chúng yêu thương nhau, biết đùm bọc nhau. Có tuổi trẻ vì hoàn cảnh mà đi du đãng như Trần Đại, Nguyễn Đạm, Trần Long, Trần Thị Diễm Châu, Lê Hùng, v.v. đã học xong trung học, có đứa đậu cả tú tài Pháp. Chúng cũng hào hoa phong nhã và "rất nghệ sĩ". Một đính chính cho cảm thông. Vì tuổi trẻ đường xá này sẽ chấp nhận hoàn lương, vào trường các nữ tu như trong Trần Thị Diễm Châu "xã hội không cải thiện cuộc đời của du đãng thì nội trú Hòa Hưng sẽ cải thiện họ". Và tuổi trẻ du đãng cũng sẽ nhập ngũ làm bổn phận công dân thời chiến. Một nhân vật của Sa mạc tuổi trẻ: "quân đội là nơi lý tưởng nhất để nó làm lại cuộc đời" và "kỷ luật quân đội dạy người lính trở nên chín chắn, biết yêu biết ghét đúng đắn" (tr. 337). Trần Đại của Điệu Ru Nước Mắt được đàn em James Dean Hùng khen: "Anh Trần Đại được làm tướng đi đánh nhau với cộng sản, chắc chắn anh ấy thương lính của anh ấy như thương chúng mình, anh ấy lại "cừ" nữa, cộng sản cứ gọi là hết ngáp" (tr. 274). | ” |
| — Võ Phiến, trích Văn học miền Nam: Tổng quan | |   |

Năm 1971, Liên Ảnh công ty (liên doanh Trung tâm Quốc gia Điện ảnh, hãng Mỹ Vân điện ảnh cùng một số hãng khác) quyết định mời đạo diễn Lê Hoàng Hoa thực hiện bản điện ảnh cho tiểu thuyết này với nhan đề mới Vết thù trên lưng ngựa hoang, quay hoàn toàn tại Vũng Tàu. Nam tài tử mới nổi Trần Quang vào vai Hoàng Guitar, còn vợ Hoàng do danh ca Thanh Nga diễn. Theo kí ức của đạo diễn Lê Hoàng Hoa và minh tinh Trần Quang, suốt thời gian làm phim, trùm du đãng Đại Cathay đã sai đàn em tới giám sát quá trình thực hiện, gây không ít phiền toái cho các nghệ sĩ và kĩ thuật viên. Tuy nhiên, bộ phim khi ra rạp đã hốt bạc, đem lại khoản lợi nhuận không nhỏ cho cuộc phát động chấn hưng điện ảnh mà Hội Điện Ảnh chủ trương. Phim cũng mở ra một hướng khai thác mới cho điện ảnh Việt Nam, đấy là góc khuất trong xã hội thay vì những truyện tình đẫm nước mắt vốn đã lỗi thời từ lâu.
Ca khúc chủ đề phim Vết thù trên lưng ngựa hoang (Ngọc Chánh soạn từ, Phạm Duy soạn nhạc) do danh ca Elvis Phương thể hiện trở nên ăn khách tới mức được hãng Shotguns (nhạc sĩ Ngọc Chánh làm chủ quản) tái phát hành qua dĩa và băng cối, vẫn bán đắt như tôm tươi và để dư âm tới sau năm 1975.
Sau sự kiện 30 tháng 4 năm 1975, Duyên Anh bị chính quyền mới liệt vào danh sách "biệt kích văn hóa". Tác phẩm Vết thù hằn trên lưng con ngựa hoang cùng mọi văn bản có kí bút danh Duyên Anh hoặc Vũ Mộng Long đều bị đem ra đường phố đốt trong "chiến dịch bài trừ văn hóa phẩm đồi trụy" năm 1978. Tuy nhiên, những sao bản Vết thù hằn trên lưng con ngựa hoang vẫn tồn tại ở nhiều nhà sưu tập cá nhân nên nội dung không bị mai một theo dòng thời đại.

## Liên kết
1. ↑  Lược sử tác phẩm Vết thù hằn trên lưng con ngựa hoang
2. ↑  "Về trứ tác Vết thù hằn trên lưng con ngựa hoang". Bản gốc lưu trữ ngày 27 tháng 2 năm 2021. Truy cập ngày 3 tháng 5 năm 2021.
3. ↑  Điện ảnh Sài Gòn một thuở - Kì XIII: Hai điều “đầu tiên” ấn tượng

Tài liệu
- Duyên Anh, Vết thù hằn trên lưng con ngựa hoang, Xuân Thu xuất bản, Sài Gòn, 1967.

Tư liệu
- Hoàng Guitar và “vết thù hằn trên lưng con ngựa hoang”
- Đời và sự nghiệp văn sĩ Duyên Anh Lưu trữ ngày 3 tháng 5 năm 2021 tại Wayback Machine